# Cynodonichthys weberi
Cynodonichthys weberi es un pez de agua dulce la familia de los rivulines en el orden de los ciprinodontiformes.

## Morfología
De cuerpo alargado, los machos pueden alcanzar los 9 cm de longitud máxima.

## Distribución geográfica
Se encuentran en ríos de América Central, en cuencas fluviales de Panamá.

## Hábitat
Viven en pequeños cursos de agua entre 20 y 24°C, de comportamiento bentopelágico y no migrador.
No es un pez estacional. Es difícil de mantener cautivo en acuario.